# Thomas Johanson
Thomas Johanson (Helsínquia, 3 de fevereiro de 1969) é um velejador finlandês.

## Carreira
Thomas Johanson representou seu país nos Jogos Olímpicos de 1996, 2000 e 2004 na qual conquistou a medalha de ouro na classe 49er em 2000. 